# Ghiacciaio Patton
Il ghiacciaio Patton (in inglese: Patton Glacier) è un ampio ghiacciaio situato sulla costa di Zumberge, nella parte occidentale della Terra di Ellsworth, in Antartide. In particolare, il ghiacciaio, il cui punto più alto si trova a oltre 2.200 m s.l.m., è situato sul versante orientale della catena principale della dorsale Sentinella, nelle montagne di Ellsworth. Da qui esso fluisce in direzione est-nord-est scorrendo tra il picco Evans e il picco Versinikia, a nord, e il monte Bearskin, a sud, fino ad unire il proprio flusso a quello del ghiacciaio Ellen a nord-est del picco Zalmoxis e a sud-est del monte Jumper.

## Storia
Il ghiacciaio Patton è stato mappato dallo United States Geological Survey grazie a ricognizioni terrestri dello stesso USGS e a fotografie aeree scattate dalla marina militare statunitense nel periodo 1957-59 ed è stato poi così battezzato dal Comitato consultivo dei nomi antartici in onore del sergente dell'aeronautica statunitense Richard J. Patton, che, il 26 novembre 1956, fu il primo uomo a paracadutarsi sul Polo Sud. Una volta a terra egli diede un notevole aiuto nel dirigere le consegne aeree effettuate con i Douglas C-124 Globemaster II che portarono alla costruzione della Base Amundsen-Scott nel periodo 1956-57.